# Gülseren Yıldırım
Gülseren Yıldırım (Istanboel, 1973) is een Turkse zangeres.

## Biografie
Gülseren werd geboren in Istanboel maar verhuisde op zevenjarige leeftijd naar Parijs. Daar bouwde ze aan haar muzikale carrière. Begin 2005 stelde ze zich kandidaat voor deelname namens Turkije aan het Eurovisiesongfestival 2005. Ze werd uiteindelijk door de Turkse openbare omroep geselecteerd. Met Rimi rimi ley eindigde ze in Kiev op de dertiende plaats.